# Erase the Slate
Erase the Slate è il settimo album in studio del gruppo musicale statunitense Dokken, pubblicato il 15 giugno 1999 dalla CMC International.
È il primo album registrato dal gruppo senza il chitarrista George Lynch, rimpiazzato per l'occasione da Reb Beach dei Winger. È inoltre l'ultimo disco in studio in cui compare ancora il bassista Jeff Pilson in formazione.

## Tracce
Tutte le canzoni sono state composte da Don Dokken, Mick Brown, Reb Beach e Jeff Pilson, eccetto la traccia 6.
1. Erase the Slate – 3:47
2. Change the World – 4:35
3. Maddest Hatter – 4:38
4. Drown – 4:53
5. Shattered – 4:40
6. One (cover dei Three Dog Night) – 3:10
7. Who Believes – 4:23
8. Voice of the Soul – 4:12
9. Crazy Mary Goes Round – 3:00
10. Haunted Lullabye – 4:47
11. In Your Honor – 4:31
12. Little Brown Pill – 1:16 (traccia fantasma)

Tracce bonus dell'edizione giapponese
1. Upon Your Lips – 4:02
2. Sign of the Times – 3:14

## Formazione

### Gruppo
- Don Dokken – voce
- Reb Beach – chitarre
- Jeff Pilson – basso, chitarra acustica, pianoforte, mellotron, tastiere
- Mick Brown – batteria, cori, voce principale in Crazy Mary Goes Round

### Produzione
- Rob Easterday, Wyn Davis, Michael Perfitt – ingegneria del suono
- Bernd Burgdorf, Scott Francisco, Wes Seidman – ingegneria del suono (assistenti)
- Tom Fletcher – missaggio
- Rob Brill – missaggio (assistente)
- Gene Grimaldi, Tom Baker – mastering